# 心理史學 (阿西莫夫)
“心理史學”（Psychohistory）是著名科幻小說作家阿西莫夫（Isaac Asimov）在其作品基地系列中提出的學說，这种科学揉合了歷史学、數學、社會心理學、社會學、氣體動力學及統計學，用于统计和预测巨大人口的未来活动，在基地系列中该学科被用于预测银河帝国的命运和人类的未来。
心理史学虽然是一个虚构的科学，但在理论上具有可行性，也具有一定的现实意义。1960年代，一些企图大跨度预测并控制社会的社会学学说参照了心理史学的概念，如卡默洛特计划（Project Camelot）和现代化理论。卡默洛特计划是美国国防部在1964年提出并领导的社会学研究计划，旨在评估战争的起因，以及可避免战争的政府行为。
田中芳樹作品《銀河英雄傳說》亦有採納這個定義的心理史学。

## 理论
阿西莫夫借鉴了熱力學的理论：在多粒子系統中，单个粒子的运动无法描述，但是大量粒子的运动是可以很精确的描述的。阿西莫夫将这个概念应用到银河帝国上，其人口以百兆计，达到了统计学的数量级。预测一个人或者少数人的未来是没有可能的，但是对于如此数量级的人类社会动向就完全可以通过统计科学的计算而预知到，可知道未來的各國經濟、國界、兵力、人口數、事件、科技、資源、人的思考。在小说中，该学科由小说人物哈里·谢顿创立，他提出了两个假定前提：

- 作为研究对象的人类，总数必须达到足以用统计的方法来加以处理；
- 研究对象中必须没有人知晓本身已是心理史学的分析样本。即须保证研究对象的随机性和自发性

不過在《基地與地球》一書中又出現了一個假定前提:
- 研究對象必須為人類智人否則心理史學可視為無效

心理史学预测的未来并非绝对完全正确的，而是以千分数概率来表示未来的可能性；预测时间离现在越远，这种可能性越小。事实上某些未知的个别因素可能会影响整个人类社会的动向，由此预测将会发生重大偏差，而具体的偏差内容连哈里谢顿也无法预测，只能依靠谢顿安排的第二基地来修正。
秘密隐藏于川陀的第二基地则正是为了保证计划在修正偏差后运作而存在的。后来第一基地对于心理史学及第二基地的察觉和个别因素变异人类心灵能力者騾的出现，导致心理史学预测上的严重偏差，导致对谢顿计划面临破产。第二基地果断的采取措施确保了第二假定前提的完整，并消除了个别因素带来的冲击，把谢顿计划重新拉回了谢顿的预想中。

## 评论及其他
阿西莫夫在其写作生涯后期提到心理史学的历史起源。《曙光中的机器人》发生在基地系列之前两万年，外世界奥罗拉星球上的机器人学家汉·法斯托弗尝试建立一种基于对他人仔细观察的科学，尤其是他的女儿。但真正影响法斯托弗博士提出心理史学的是他制造的机器人機.吉斯卡特。《曙光中的机器人》最后一章提到：“（吉斯卡特语）是的，先生。是我把这种思想逐渐灌输到他的头脑的。这种理论将来有一天将会是十分必要的，因为宇宙世界的机器人文明终将消亡，没有机器人的人类文明即将诞生！”。在《基地前奏》中可得知，事实上法斯托弗的一个机器人機.丹尼尔·奥利瓦（R. Daneel Olivaw）誘導数学家哈里·谢顿去进行心理史学的实践，并最终完善心理史学。
文学评论界认为阿西莫夫的心理史学是卡尔·马克思的历史唯物主义学说的翻版，虽然他否认这种说法。

事实上两者确实有相似之处，历史唯物主义认为历史發展依生產力的不同而有其特定的規律，而心理史学则认为人類群體活動依人類心理上的特徵亦有一定規律；两者都认为人类社会的发展轨迹有其客观和慨然性。两者的不同之处在于，历史唯物主义预测的未来只是一个大概的方向，即共产主义社会，至于其间的过程则需要辨证唯物主义来考量；而心理史学則用统计数学的方法来预测未来，以小說裡提到的元光體來輔助計算，得出各種事態發生的或然率，進而可以用微弱的干扰机制来影响未来的發展。

## 參看
- 基地系列
- 阿西莫夫
- 心理史學
- 社會物理學
- 團體動力學
- 技術分析